# No Mercy (1999)
No Mercy (1999) foi um evento pay-per-view realizado pela World Wrestling Federation, ocorreu no dia 17 de outubro de  1999 na Gund Arena em Cleveland, Ohio. Esta foi a segunda edição da cronologia do No Mercy.

## Resultados
| #                           | Lutas | Estipulação                                                                            | Tempo |
| --------------------------- | --- | -------------------------------------------------------------------------------------- | ----- |
| 1                           | The Godfather derrotou Mideon                                                                                               | Singles match                                                                          | 07:31 |
| 2                           | The Fabulous Moolah derrotou Ivory (c)                                                                                      | Singles match pelo WWF Women's Championship                                            | 03:01 |
| 3                           | The Hollys (Hardcore e Crash) derrotaram The New Age Outlaws (Bad Ass Billy Gunn e Road Dogg) por desqualificação           | Tag Team match                                                                         | 10:11 |
| 4                           | Chyna derrotou Jeff Jarrett (c)                                                                                             | Good Housekeeping match pelo WWF Intercontinental Championship                         | 08:37 |
| 5                           | The Rock derrotou The British Bulldog                                                                                       | Singles match                                                                          | 07:21 |
| 6                           | The Brood (Matt Hardy e Jeff Hardy) derrotaram Edge e Christian                                                             | Tag Team Double Ladder match por $100,000 e pelos serviços de manager de Terri Runnels | 16:30 |
| 7                           | Val Venis derrotou Mankind                                                                                                  | Singles match                                                                          | 09:26 |
| 8                           | X-Pac derrotou JBL, Kane e Faarooq - Kane eliminou Bradshaw (8:25). - X-Pac eliminou Kane. - X-Pac eliminou Farooq (10:08). | Four Corners Elimination match                                                         | 10:08 |
| 9                           | Triple H (c) derrotou Steve Austin                                                                                          | Anything Goes match pelo WWF Championship.                                             | 21:53 |
| (c) – Campeão antes da luta | |                                                                                        |       |